# Hypnosis Mic: Division Rap Battle
Hypnosis Mic: Division Rap Battle (ヒプノシスマイク-Division Rap Battle- Hipunoshisu Maiku: Division Rap Battle?) es un proyecto multimedia japonés de King Records bajo su sello Evil Line Records. Los personajes fueron diseñados por Idea Factory bajo su sello Otomate, con Yūichirō Momose como guionista principal. El proyecto cuenta con dieciocho actores de doblaje y se centra en batallas de rap, en las que los fanes votan por su equipo preferido. Los CD ocuparon un lugar destacado en las listas musicales convencionales y la franquicia ha crecido hasta incluir adaptaciones de manga, adaptaciones de obras de teatro, un juego para dispositivos móviles y un anime.

## Sinopsis
Después de la guerra, las mujeres se hicieron cargo de la política gobernante en el distrito de Chuo y prohibieron y destruyeron las armas. Esto ha provocado que los hombres peleen batallas de rap usando Hypnosis Mics, que pueden usarse para afectar los nervios simpáticos de las personas e influir en su proceso de pensamiento. Sin embargo, el legendario grupo de rap, The Dirty Dawg, se ha dividido en cuatro grupos, cada uno de los cuales representa una división de Tokio, Japón, y participa en batallas territoriales utilizando palabras y Hypnosis Mics.

## Personajes

### Buster Bros
Buster Bros es un equipo de rap de Ikebukuro formado por los hermanos Yamada. Ichiro Yamada es el artista principal de Ikebukuro West Block Party, el color oficial es el rojo.
Ichiro Yamada (山田 一郎 Yamada Ichirō?)
 Seiyū: Subaru Kimura
Jiro Yamada (山田 二郎 Yamada Jirō?)
 Seiyū: Haruki Ishiya
Saburo Yamada (山田 三郎 Yamada Saburō?)
 Seiyū: Kōhei Amasaki

### Mad Trigger Crew
Mad Trigger Crew es un equipo de rap de Yokohama formado por personal militar y criminal. Su líder es Samatoki Aohitsugi, y las canciones de su equipo son "Yokohama Walker", "Shinogi (Dead Pools)" y "Hunting Charm". "Scarface" Su color oficial es el azul.
Samatoki Aohitsugi (碧棺 左馬刻 Aohitsugi Samatoki?)
 Seiyū: Shintarō Asanuma
Jyuto Iruma (入間 銃兎 Iruma Jūto?)
 Seiyū: Wataru Komada
Rio Mason Busujima (毒島 メイソン 理鶯 Busujima Meison Riō?)
 Seiyū: Shinichiro Kamio

### Fling Posse
Fling Posse es un equipo de rap de Shibuya, formado por personas de la industria del arte y el entretenimiento. Su líder es Ramuda Amemura y las canciones de su equipo son "Shibuya Marble Texture (PCCS)", "Stella" y "Black Journey.", "とりま Get on the Floor". Su color oficial es el amarillo.
Ramuda Amemura (飴村 乱数 Amemura Ramuda?)
 Seiyū: Yusuke Shirai
Gentaro Yumeno (夢野 幻太郎 Yumeno Gentarō?)
 Seiyū: Soma Saito
Dice Arisugawa (有栖川 帝統 Arisugawa Daisu?)
 Seiyū: Yukihiro Nozuyama

### Matenrō
Matenro es un equipo de rap de Shinjuku formado por personal médico y de oficina. Su líder es Jakurai Jinguji, y las canciones de su equipo son "Shinjuku Style (Don't Make Us Laugh)", "The Champion", "Papillon" y "Tomoshibi","Synchro City" Su color oficial es el gris.
Jakurai Jinguji (神宮寺 寂雷 Jingūji Jakurai?)
 Seiyū: Show Hayami
Hifumi Izanami (伊弉冉 一二三 Izanami Hifumi?)
 Seiyū: Ryuichi Kijima
Doppo Kannonzaka (観音坂 独歩 Kannonzaka Doppo?)
 Seiyū: Kent Itō
Dotsuitare Hompo
Dotsuitare Hompo es el equipo de rap representativo de Osaka. Su líder es el comediante de Manzai, Sasara Nurude y los integrantes son: el maestro Rosho Tsutsujimori y el estafador Rei Amayado. El color oficial del equipo es el naranja.
Las canciones oficiales del equipo son "Ah, Osaka Dreamin' Night",  "Wada Osaka!- What a OSAKA!", "Osaka's 24K Gold Magic", "Naniwa Paradise Sake" y "Fate-Enishi-".
Sasara Narude (白膠木 簓 Nurude Sasara)
Seiyū: Ryota Iwasaki
Rosho Tsutsujimori (躑躅森 盧笙 Tsutsujimori Rosho)
Seiyū:Kengo Kawanishi
Rei Amayado (天谷奴 零  Amayado Rei)
Seiyū: Takaya Kuroda

## Contenido de la obra

### Videojuego
El 9 de septiembre de 2018, el desarrollador y editor de videojuegos Idea Factory anunció un juego para teléfonos inteligentes Hypnosis Mic: Alternative Rap Battle. El lanzamiento del juego estaba programado para diciembre de 2019, pero luego se anunció que se retrasaría hasta marzo de 2020 para mejorar la calidad de la aplicación. Kazui es el diseñador de personajes del juego para teléfonos inteligentes, mientras que Yūichirō Momose será el guionista. El juego se lanzó oficialmente el 26 de marzo de 2020 en iOS y Android. La historia original del juego se desarrolla en la "Alternative Rap Battle" celebrada por Chuo Ward. El personaje principal (jugador) comienza como un aprendiz de DJ que participa en la batalla de rap alternativo. En el juego, también puedes jugar un juego de ritmo llamado "KILLER SCRATCH !!" y reproducir canciones de Hypnosis Mic.

### Manga
Trabajo original de EVIL LINE RECORDS, Guion escrito por Momose Yūichirō.

### Anime
El 4 de diciembre de 2019 se anunció una adaptación de la serie de televisión de anime titulada Hypnosis Mic: Division Rap Battle: Rhyme Anima. La serie fue animada por A-1 Pictures y dirigida por Katsumi Ono, con Shin Yoshida a cargo de la composición de la serie y Minako Shiba diseñando los personajes. La serie estaba originalmente programada para estrenarse en julio de 2020, sin embargo, debido a la pandemia de COVID-19, se emitió del 3 de octubre al 26 de diciembre de 2020. Funimation obtuvo la licencia de la serie fuera de Asia.
El 25 de marzo de 2023, Evil Line Records anunció en AnimeJapan 2023 que se está produciendo una segunda temporada. La segunda temporada, titulada Hypnosis Mic: Division Rap Battle: Rhyme Anima+, presenta al elenco y al personal retomando sus roles, junto con Rina Morita siendo ascendida a diseñadora de personajes, junto con Minako Shiba y directora de animación en jefe junto con Hitomi Ochiai. Se emitió del 7 de octubre al 30 de diciembre de 2023.

## Recepción
"Hypnosis Mic: Final Battle" fue uno de los temas de tendencia en Twitter en Japón durante el mes de noviembre de 2018. En 2018, Hypnosis Mic fue la cuenta de Twitter más seguida en Japón por actores de doblaje en términos de participación de los fanes.